# Duilius tamaricis
Duilius tamaricis är en insektsart som först beskrevs av Puton och Lethierry 1887.  Duilius tamaricis ingår i släktet Duilius och familjen kilstritar. Inga underarter finns listade i Catalogue of Life.